# Ommatius prolongatus
Ommatius prolongatus är en tvåvingeart som beskrevs av Scarbrough 1985. Ommatius prolongatus ingår i släktet Ommatius och familjen rovflugor.
Artens utbredningsområde är Montserrat. Inga underarter finns listade i Catalogue of Life.